# 25617 Thomasnesch
25617 Thomasnesch è un asteroide della fascia principale. Scoperto nel 2000, presenta un'orbita caratterizzata da un semiasse maggiore pari a 3,1008993 UA e da un'eccentricità di 0,0596719, inclinata di 2,66825° rispetto all'eclittica.